# 三菱ウェルファーマ
三菱ウェルファーマ株式会社（みつびしウェルファーマ、英文・Mitsubishi Pharma Corporation）は、かつて存在した日本の製薬会社。
会社設立当初は三菱グループ及び三菱化学（現・三菱ケミカル）グループと、タケダグループに属していたが、2005年（平成17年）10月3日、株式移転により株式会社三菱ケミカルホールディングス（現・三菱ケミカルグループ）の100%完全子会社となった。

## 概要
2001年（平成13年）10月1日、ウェルファイドを存続会社として三菱東京製薬が合併し設立。
2005年（平成17年）10月3日、親会社だった三菱化学と共同で、持株会社である株式会社三菱ケミカルホールディングス（以下、三菱ケミカルHD）を設立。株式移転により同社の完全子会社となった。
2007年（平成19年）2月2日、田辺製薬との合併を発表。同年10月1日、田辺製薬を存続会社として合併し、田辺三菱製薬株式会社となった。

## 沿革
- 2000年（平成12年）11月1日 - 三菱東京製薬とウェルファイドが合併交渉を開始[1]。
- 2001年（平成13年）
  - 10月1日 - 三菱東京製薬とウェルファイドが合併し、三菱ウェルファーマ株式会社を設立。
    - 存続会社は旧・ウェルファイド。登記上本店・本社は大阪府大阪市中央区平野町二丁目に置かれた。また、旧・三菱東京製薬本社ビル社屋は同社の東京オフィス（東京本社）となった。
    - 旧・三菱東京製薬のイギリス現地法人である「MTPヨーロッパ社」の社名を「三菱ファーマヨーロッパ社」に変更・改組。アメリカにも現地法人「三菱ファーマアメリカ社」を設立。

  - 12月1日 - 中国上海事務所を開設。
  - 12月17日 - 「スペリア錠200mg」、「クリアナール錠200mg」を発売。
- 2002年（平成14年）
  - 3月11日 - 東京本社内に「医療薬学歴史文庫」を開設。
  - 3月31日 - 中標津製造所を閉鎖。
  - 7月 - 抗うつ剤「パキシル錠」について、当社連結関連会社の吉富薬品がグラクソ・スミスクライン株式会社との共同プロモーションを開始。
  - 9月 - 注射用ニューキノロン系抗菌製剤「パズクロス注300mg」、「パズクロス注500mg」を発売。
  - 10月1日 - 
    - 生物製剤部門を分社化して、株式会社ベネシスを設立。血液製剤事業を同社に移管・承継する。
    - 吉富ファインケミカルと、三菱化学の機能化学品カンパニー 医薬原体事業及びファインケミカル事業の一部を統合し、「株式会社エーピーアイ コーポレーション」を設立。

  - 10月8日 - 「コレバインミニ83%」を発売。
- 2003年（平成15年）
  - 3月31日 - 兵庫県神崎郡福崎町にあった研究拠点・福崎安全性研究所を閉鎖。
  - 6月1日 - ドイツに海外関連会社・三菱ファーマドイツ社を設立。
  - 7月15日 - 米・アルファ・テラピゥティク・コーポレーションの血漿分画事業を、スペインに本社を置く現地法人・プロビタス・ファーマ S.A.へ譲渡。
  - 10月1日 - 自社原薬事業をエーピーアイ コーポレーションへ移管。
  - 10月17日 - 米国における血漿分画事業をバクスター・ヘルスケア・コーポレーションへ譲渡。
  - 11月1日 - 健康食品事業をイワキ株式会社（現・アステナホールディングス）へ譲渡。
  - 11月13日 - 食品用天然抗菌剤「ホップレックス」を発売。
  - 12月25日 - 福岡証券取引所への上場廃止。
- 2004年（平成16年）
  - 3月1日 - 一般用医薬品事業を佐藤製薬株式会社へ譲渡。
  - 4月1日 - ビタミンB2事業を第一ファインケミカル株式会社（現・協和ファーマケミカル）へ譲渡。
  - 7月1日 - 北京事務所と中国上海事務所を統合。
  - 7月28日 - 「セレニカR錠200mg」を発売。
- 2005年（平成17年）
  - 3月23日 - 内痔核硬化療法剤「ジオン注」を発売。
  - 3月31日 - 埼玉県入間市にあった研究拠点・東京研究所を閉鎖。
  - 4月1日 -
    - 足利工場と吉富工場を統合し、製剤関連会社としてMPテクノファーマ株式会社を設立。
    - 包装物流関連会社としてMPロジスティクス株式会社を設立。

  - 7月 - 選択的抗トロンビン剤「アルガトロバン」を、ドイツにおいて初の自社販売開始。
  - 9月27日 - 東京証券取引所及び大阪証券取引所第1部への上場廃止。株式移転により非上場会社となる。
  - 10月3日 - 三菱化学（現・三菱ケミカル）と共同持株会社・株式会社三菱ケミカルホールディングス（現・三菱ケミカルグループ）を設立し、その完全子会社となる。
- 2006年（平成18年）
  - 1月1日 - 海外関連会社である廣州緑十字薬業有限公司の社名を「三菱製薬（広州）有限公司」に変更。
  - 2月20日 - 大阪支店及び営業所を現在地へ移転。
  - 8月 - 米国投資会社「MPヘルスケア ベンチャーマネジメント インク」を会社設立。
  - 10月 - 海外関連会社「三菱製薬研発（北京）有限公司」を会社設立。
- 2007年（平成19年）
  - 2月2日 - 田辺製薬を存続会社とした企業合併契約書に調印。
  - 2月19日 - 脳梗塞に関する一般向けウェブサイト「NO!梗塞.net」を開設。
  - 7月31日 - サノフィ・アベンティス（現・サノフィ）の睡眠障害改善剤「アモバン錠7.5」及び「アモバン錠10」の日本における販売提携について、12月31日で終了することを発表。
  - 10月1日 - 田辺製薬を存続会社として合併。田辺三菱製薬株式会社が発足。

## 事業所一覧
2007年（平成19年）9月30日時点
- 本社 - 大阪府大阪市中央区平野町二丁目6番9号 - 閉鎖済、後に解体。
- 本社別館 - 大阪府大阪市中央区淡路町二丁目5番6号 - 閉鎖済、後に解体。

営業部・支店
- 東京オフィス（東京本社）- 東京都中央区日本橋本町二丁目2番6号 - 閉鎖済、後に解体。
- 北海道支店
- 東北支店
- 東北支店営業第一部
- 東北支店営業第二部
- 東京第一支店
- 東京第一支店営業第一部
- 東京第一支店営業第二部
- 東京第一支店営業第三部
- 東京第二支店
- 東京第二支店営業第一部
- 東京第二支店営業第二部
- 関信越支店
- 関信越支店営業第一部
- 関信越支店営業第二部
- 横浜支店
- 名古屋支店
- 名古屋支店営業第一部
- 名古屋支店営業第二部
- 大阪支店
- 大阪支店営業第一部
- 大阪支店営業第二部
- 京都支店
- 大阪支店兵庫営業部
- 中国支店
- 四国支店
- 九州支店
- 九州支店営業第一部
- 九州支店営業第二部
- 九州支店営業第三部

研究所・製剤研究所・工場
- かずさ研究所 - 閉鎖済。
- 横浜研究所 - 現・田辺三菱製薬株式会社 横浜事業所
- 大阪研究所 - 閉鎖済、後に解体。
- 製薬技術センター - 閉鎖済。
- 鹿島工場 - 現・沢井製薬株式会社 鹿島工場

営業所
- 札幌第一営業所
- 札幌第二営業所
- 札幌第三営業所
- 札幌第四営業所
- 旭川営業所
- 函館営業所
- 釧路営業所
- 宮城第一営業所
- 宮城第二営業所
- 青森営業所
- 岩手営業所
- 秋田営業所
- 山形営業所
- 福島第一営業所
- 福島第二営業所
- 中央営業所
- 病院第一営業所
- 病院第二営業所
- 病院第三営業所
- 城北第一営業所
- 城北第二営業所
- 城南第一営業所
- 城南第二営業所
- 城西営業所
- 国立第一営業所
- 国立第二営業所
- 三鷹第一営業所
- 三鷹第二営業所
- さいたま第一営業所

- さいたま第二営業所
- 川越第一営業所
- 川越第二営業所
- 千葉第一営業所
- 千葉第二営業所
- 千葉第三営業所
- 船橋営業所
- 松戸営業所
- 群馬第一営業所
- 群馬第二営業所
- 水戸営業所
- つくば第一営業所
- つくば第二営業所
- 栃木第一営業所
- 栃木第二営業所
- 山梨営業所
- 新潟第一営業所
- 新潟第二営業所
- 長岡営業所
- 長野営業所
- 松本営業所
- 横浜第一営業所
- 横浜第二営業所
- 横浜第三営業所
- 厚木第一営業所
- 厚木第二営業所
- 名古屋第一営業所
- 名古屋第二営業所
- 岡崎第一営業所

- 岡崎第二営業所
- 尾張営業所
- 岐阜第一営業所
- 岐阜第二営業所
- 三重第一営業所
- 三重第二営業所
- 静岡営業所
- 沼津営業所
- 浜松営業所
- 富山営業所
- 石川営業所
- 福井営業所
- 大阪第一営業所
- 大阪第二営業所
- 大阪第三営業所
- 大阪第四営業所
- 北摂第一営業所
- 北摂第二営業所
- 堺第一営業所
- 堺第二営業所
- 京都第一営業所
- 京都第二営業所
- 滋賀営業所
- 奈良第一営業所
- 奈良第二営業所
- 和歌山営業所
- 神戸第一営業所
- 神戸第二営業所
- 姫路第一営業所

- 姫路第二営業所
- 西宮営業所
- 広島第一営業所
- 広島第二営業所
- 福山営業所
- 山陰営業所
- 岡山第一営業所
- 岡山第二営業所
- 山口第一営業所
- 山口第二営業所
- 香川営業所
- 徳島営業所
- 愛媛第一営業所
- 愛媛第二営業所
- 高知営業所
- 福岡第一営業所
- 福岡第二営業所
- 北九州第一営業所
- 北九州第二営業所
- 久留米営業所
- 佐賀営業所
- 長崎営業所
- 熊本第一営業所
- 熊本第二営業所
- 大分営業所
- 宮崎営業所
- 鹿児島第一営業所
- 鹿児島第二営業所
- 沖縄営業所

関連会社
国内
- MPテクノファーマ株式会社 - 現・田辺三菱製薬工場株式会社
- 株式会社ベネシス - 現・一般社団法人日本血液製剤機構及び田辺三菱製薬株式会社
- 吉富薬品株式会社
- 株式会社バイファ - 廃止済
- MPロジスティクス株式会社
- 不二興産株式会社
- 株式会社エーピーアイコーポレーション
- 株式会社ウェルファイドサービス - 現・田辺三菱製薬プロビジョン株式会社

海外
- ウェルファイド コリア社
- 三菱製薬（広州）有限公司 - 廃止済
- 三菱製薬研発（北京）有限公司 - 現・田辺三菱製薬研発（北京）有限公司
- 三菱ファーマアメリカ社
- 三菱ファーマヨーロッパ社
- 三菱ファーマドイツ社
- MPヘルスケア ベンチャー マネジメント インク

## 主要製品
旧・東京田辺製薬から引き継いだ一般用医薬品（外用消炎鎮痛剤「サロメチール」などの大衆薬）販売事業については、2004年（平成16年）3月1日に佐藤製薬株式会社へ事業譲渡・撤退した。
医療用医薬品
旧・ミドリ十字の製品は販売中止のものがあるが、血液製剤の殆どはすべて子会社の「株式会社ベネシス」に製造承認権が移管されている。主力製品であった血液製剤の製造上の不備から端を発した「薬害エイズ事件」やフィブリノゲン問題（C型肝炎感染）は、1990年代に大きな社会問題となったが、両方の事件・問題は被害者との間で和解が順次成立している。
- アンプラーグ - 5-HT（セロトニン）拮抗による閉塞性動脈硬化症（ASO）治療薬
- ウルソ - ウルソデオキシコール酸配合、肝・胆・消化機能改善剤
- オメプラゾン - 世界初のプロトンポンプ阻害薬
- コレバイン（コレスチミド）（レジン、英: Bile acid sequestrants (resins) ） - スタチン・フィブラート系薬剤と異なる作用機序の高コレステロール血症治療薬
- ラジカット - 世界で唯一のフリーラジカルスカベンジャー脳保護剤
- クリアナール - 気道分泌細胞正常化剤
- ジオン注

## 政治との関わり
- 2003年から2006年まで「民主党」に政治献金をおこなっていた。

## 在籍した人物
- 浅井知浩（静岡県立大学薬学部講師）